# Octobre 1851

## Événements
- 9 octobre : fin de la Guerra Grande en Uruguay, qui marque la réconciliation Nationale. Tentative de politique de fusion entre les partis colorado et blanco en Uruguay. Après son échec, le pays plonge à nouveau sous la domination des caudillos locaux.

## Naissances
- 2 octobre : Ferdinand Foch, général français († 20 mars 1929).
- 4 octobre : Michel Levie, homme politique belge († 6 mars 1939).
- 17 octobre : Édouard Pail, peintre français († 6 décembre 1916).
- 23 octobre : André Chantemesse, médecin et biologiste français († 25 février 1919).

## Décès
- 5 octobre : Jules-César Savigny, zoologiste français (° 1777).